# Mohammed Al-Khodaim
Mohammed Al-Khodaim (Arabic:محمد الخديم) (sinh ngày 3 tháng 6 năm 1989) là một cầu thủ bóng đá Các Tiểu vương quốc Ả Rập Thống nhất. Hiện tại anh thi đấu cho Ajman.